# Terebellides reishi
Terebellides reishi är en ringmaskart som beskrevs av Williams 1984. Terebellides reishi ingår i släktet Terebellides och familjen Trichobranchidae. Inga underarter finns listade i Catalogue of Life.